# Ekagrata
Ekagrata (sanskrit IAST : ekāgratā ; devanāgarī : एकाग्रता ;  « concentration mentale parfaite » ; en pāli : cittass'ekaggatā) désigne dans l'hindouisme et le bouddhisme la concentration focalisée. 

## Hindouisme
Ekagrata est l'un des facteurs de toute dharana : la concentration d'après l'ashtanga yoga de Patanjali. L'ekagrata est un des apprentissages qui mène au samādhi. L'ekagrata sera toujours décrit comme un facteur, une caractéristique de la dharana.

## Bouddhisme
Dans le bouddhisme, la concentration en un point (ekagrata) est l'un des facteurs des dhyana : vitarka (pāli : vitakka), vicāra, prīti (p. pīti), sukha et Upekṣā (p. upekkhā).
Cette concentration mentale est utilisée pour la contemplation du vide (śūnyatā).
Le terme pali cittass'ekaggatā, « unicité d'esprit », est synonyme de samādhi.